# Хесус Феррейра
Хесус Давід Феррейра Кастро (англ. Jesús David Ferreira Castro, нар. 24 грудня 2000, Санта-Марта, Колумбія) — американський футболіст колумбійського походження, нападник клубу «Даллас».
Виступав, зокрема, за клуб «Талса Рафнекс», а також національну збірну США.

## Клубна кар'єра
Народився 24 грудня 2000 року в місті Санта-Марта. Переїхав до Далласа, штат Техас, у віці 10 років після того, як його батько Давід Феррейра підписав контракт з ФК «Даллас». Вихованець футбольної школи клубу «Даллас». Дорослу футбольну кар'єру розпочав 2017 року в основній команді того ж клубу, в якій провів один сезон, взявши участь в одному матчі чемпіонату. 
Своєю грою за цю команду привернув увагу представників тренерського штабу клубу «Талса Рафнекс», до складу якого приєднався 2018 року. Відіграв за команду з Талси наступний сезон своєї ігрової кар'єри. У складі «Талса Рафнекс» був одним з головних бомбардирів команди, маючи середню результативність на рівні 0,43 гола за гру першості.
До складу клубу «Даллас» повернувся 2019 року. Станом на 10 листопада 2022 року відіграв за команду з Далласа 118 матчів в національному чемпіонаті.

## Виступи за збірну
1 лютого 2020 року дебютував в офіційних матчах у складі національної збірної США.
У складі збірної був учасником чемпіонату світу 2022 року у Катарі.
| Дата       | Місто         | Господарі  | Результат | Гості                | Турнір                                   | Голи | Примітки |
| ---------- | ------------- | ---------- | --------- | -------------------- | ---------------------------------------- | ---- | -------- |
| 1-2-2020   | Карсон        | США        | 1 – 0     | Коста-Рика           | товариський матч                         | -    | 62'      |
| 31-1-2021  | Орландо       | США        | 7 – 0     | Тринідад і Тобаго    | товариський матч                         | 2    | 64'      |
| 12-11-2021 | Цинциннаті    | США        | 2 – 0     | Мексика              | Відбір до ЧС 2022                        | -    | 82'      |
| 16-11-2021 | Кінгстон      | Ямайка     | 1 – 1     | США                  | Відбір до ЧС 2022                        | -    | 78'      |
| 19-12-2021 | Орландо       | США        | 1 – 0     | Боснія і Герцеговина | товариський матч                         | -    | 70' 78'  |
| 27-1-2022  | Колумбус      | США        | 1 – 0     | Сальвадор            | Відбір до ЧС 2022                        | -    | 72'      |
| 2-2-2022   | Міннесота     | США        | 3 – 0     | Гондурас             | Відбір до ЧС 2022                        | -    | 76'      |
| 27-3-2022  | Орландо       | США        | 5 – 1     | Панама               | Відбір до ЧС 2022                        | 1    |          |
| 30-3-2022  | Сан-Хосе      | Коста-Рика | 2 – 0     | США                  | Відбір до ЧС 2022                        | -    | 61'      |
| 2-6-2022   | Цинциннаті    | США        | 3 – 0     | Марокко              | товариський матч                         | -    | 46'      |
| 5-6-2022   | Канзас-Сіті   | США        | 0 – 0     | Уругвай              | товариський матч                         | -    | 61'      |
| 11-6-2022  | Остін         | США        | 5 – 0     | Гренада              | Ліга націй КОНКАКАФ 2022—2023 - 1-й етап | 4    |          |
| 14-6-2022  | Сан-Сальвадор | Сальвадор  | 1 – 1     | США                  | Ліга націй КОНКАКАФ 2022—2023 - 1-й етап | -    | 46'      |
| 23-9-2022  | Дюссельдорф   | Японія     | 2 – 0     | США                  | товариський матч                         | -    |          |
| Усього     |               | Матчів     | 14        |                      | Голів                                    | 7    |          |